# Скалон, Евстафий Николаевич
Евста́фий (Евтихий) Никола́евич Скало́н (1845—1902, Берлин) — русский государственный деятель, эстляндский губернатор. Тайный советник.

## Биография
Происходил из дворянского рода Скалоны Курской губернии, сын Н. А. Скалона.
В 1865 году окончил Александровский лицей с чином IX класса и вступил в службу младшим чиновником особых поручений при начальнике Могилевской губернии.
В следующем году допущен к исправлению должности судебного следователя 1-го участка Могилевского уезда, а в 1869 году причислен к департаменту министерства юстиции с откомандированием в Могилевскую палату уголовного и гражданского суда, для участия в разрешении дел на правах члена. В 1872 году был назначен членом Могилевской соединенной палаты уголовного и гражданского суда.
В 1875 году причислен к министерству юстиции, пожалован в камер-юнкеры и командирован для занятий в уголовное отделение департамента министерства юстиции. В следующем году назначен председателем съезда мировых судей 1-го Петроковского округа. В 1878 году назначен исполняющим должность виленского губернского прокурора, а в 1883 — членом Виленской судебной палаты. 
С 18 марта 1886 по 30 августа 1887 служил Симбирским вице-губернатором. 4 августа 1889 года назначен был виленским вице-губернатором, а 25 октября 1894 года — эстляндским губернатором. Занял место своего предшественника князя Шаховского в комитете по строительству Александро-Невского собора. Храм был освящён уже в 1900 году. Дослужился до чина тайного советника (1899).
Умер после тяжёлой болезни 20 июня 1902 года в Берлине. Похоронен в Исидоровской церкви Александро-Невской лавры.

## Семья
В 1870 году женился на Александре Яковлевне Эйлер (1853—1911), дочери действительного статского советника Якова Леонтьевича Эйлера (1813—1882), потомка знаменитого математика Леонарда Эйлера. Их дети:
- Николай (1871—1964, Переславль-Залесский) — чиновник, действительный статский советник (1913), после революции — служащий.
- Владимир (1872—1917) — генерал-майор, генерал-квартирмейстер Ставки, застрелился во время мирных переговоров в Брест-Литовске.

## Награды
- Орден Святой Анны 1-й ст.